# St. Cäcilia (Düsseldorf-Hubbelrath)

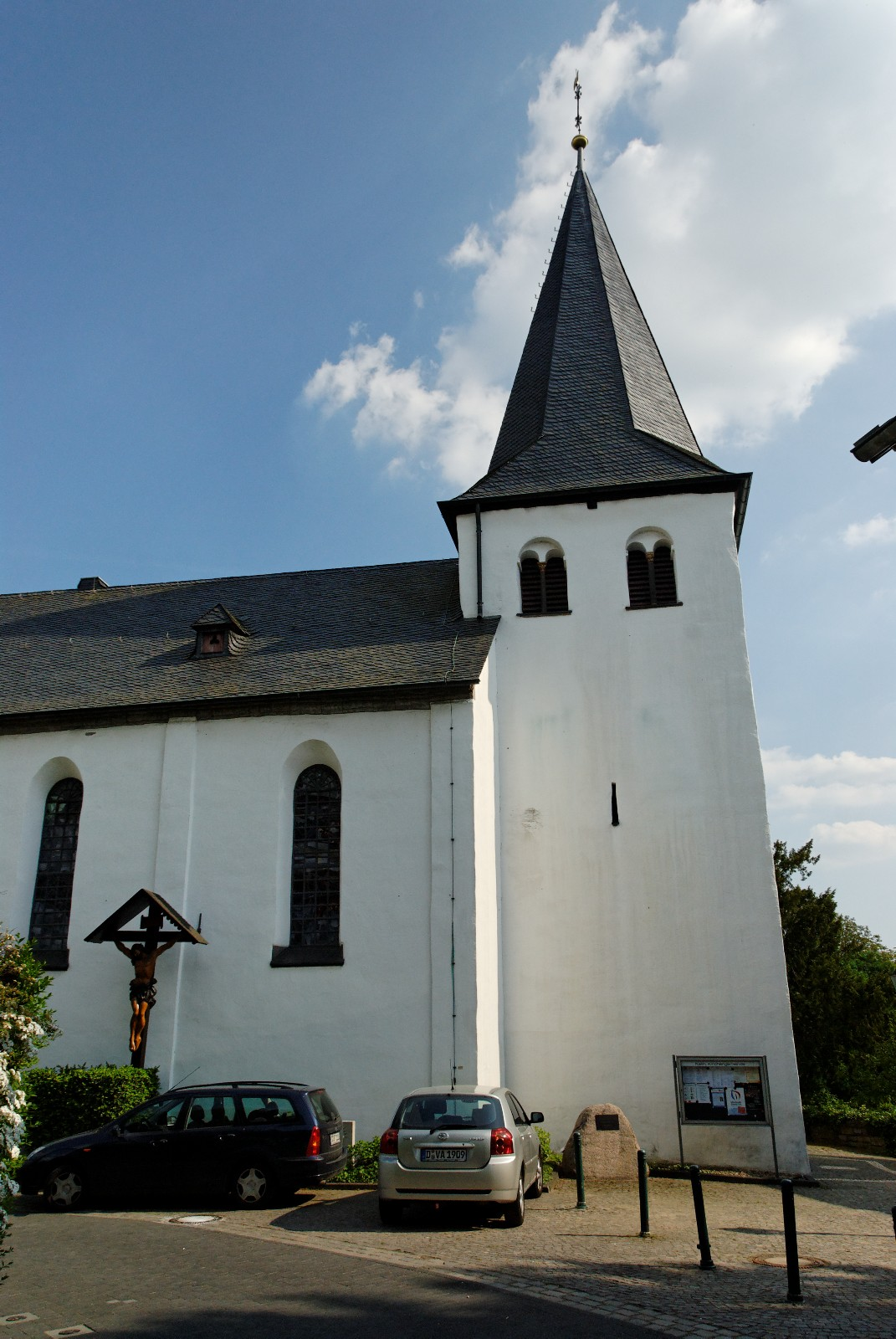
St.-Cäcilia-Kirche

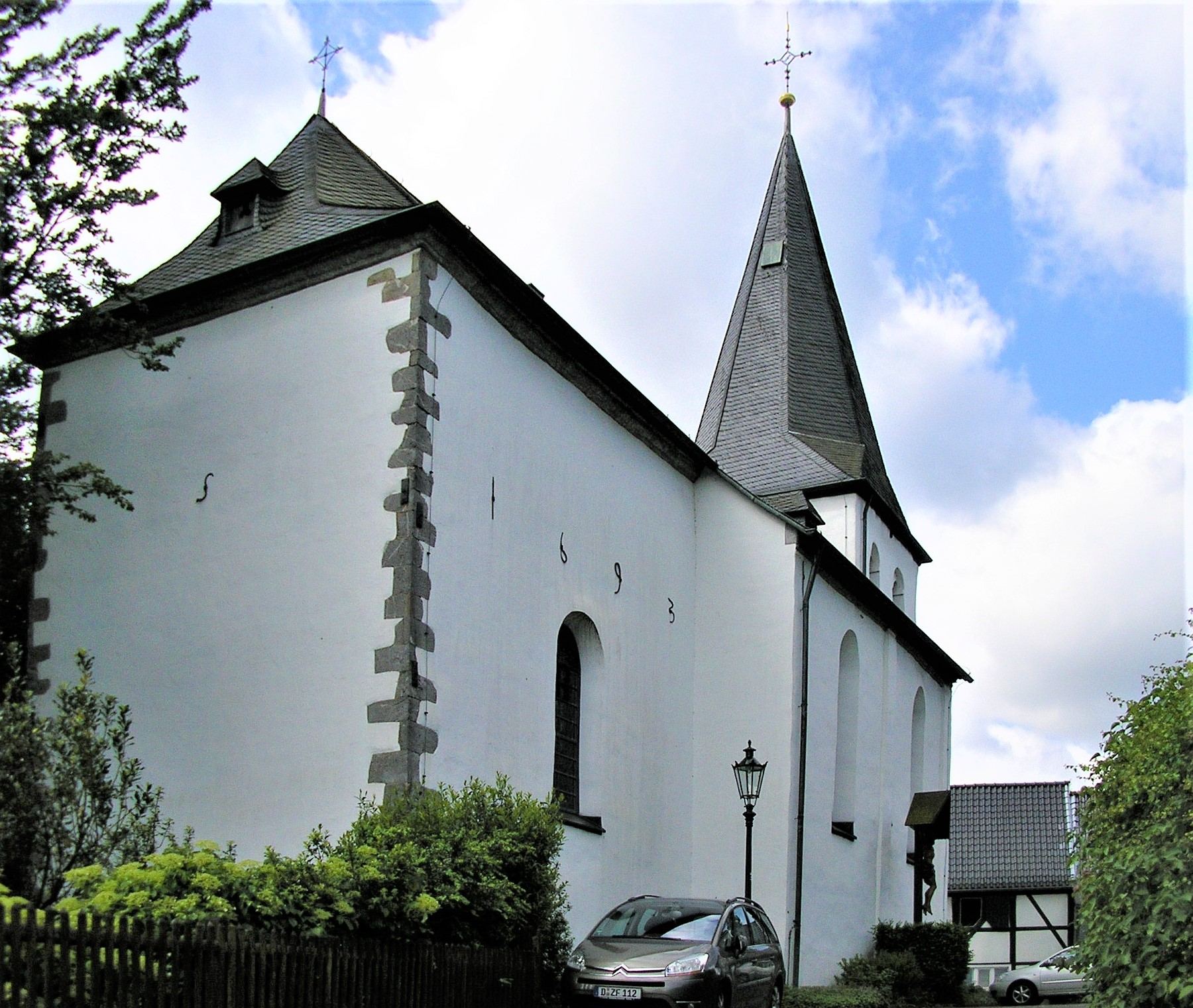
Blick Richtung Chor

Die katholische Pfarrkirche St. Cäcilia in Düsseldorf-Hubbelrath geht auf das 10. Jahrhundert zurück und ist in Teilen in seiner heutigen Form im 12. Jahrhundert errichtet worden.

## Geschichte
Im Jahr 950 wird Hubbelrath samt einer Kapelle erstmals urkundlich erwähnt. Kapelle und Turm wurden im 12. Jahrhundert neu gebaut. Um 1440 erfolgte eine Erneuerung des Langhauses. 1690 wurde der Chorraum, 1722 die Sakristei gebaut. 1826 erfolgten die Erneuerung von Turmhelm und Schallarkaden, 1840 der Ersatz der Gewölbedecke durch eine Flachdecke.
St. Cäcilia gehörte seit seiner Gründung bis zur Säkularisation zum Stift Gerresheim.

## Ausstattung
Der Korpus des Kreuzes an der Nordseite der Kirche wurde durch den Hubbelrather Hobbykünstler Friedrich Wicht Ende der 1970er Jahre geschnitzt.
Die zweimanualige Orgel mit mechanischer Traktur und elektrischer Registratur, die sich auf der Orgelbühne befindet, hat 17 klingende Register und wurde von der Werkstätte für Orgelbau Heinrich Wilbrand aus Übach-Palenberg auf die heutige Form ausgebaut.
Die Glocke St. Cäcilia aus dem Jahr 1440 von Heinrich Brodermann ist die älteste Kirchenglocke Düsseldorfs.